# 趙應元 (嘉靖乙丑進士)
赵应元（1531年—1584年），字文宗，号仁斋，陝西三原縣籍涇陽縣人。明朝政治人物，同進士出身。

## 生平
嘉靖四十年（1561年）辛酉科陕西乡试第六十一名，四十四年（1565年）登乙丑科会试二百十九名，廷试三甲三十九名進士，户部观政，本年六月授四川华阳县知县，丁忧。隆慶三年（1569年）復补河南郏县知县，五年（1571年）八月考选浙江道御史，六年十一月差巡按辽东，万历元年（1573年）八月丁忧。四年六月復除河南道御史，八月差巡按湖广。张居正父喪，湖廣官员畢至，唯独应元不至，张居正心中不悅。都御史陈炌順张居正意，彈劾赵应元。万历六年（1578年）五月，赵应元被迫棄官還鄉。
張居正卒後，經四川道御史孫繼先舉薦，万历十一年（1583年）二月恢復河南道御史官職，十二年三月升南京大理寺右寺丞，同年卒于任上。

## 家族
曾祖父趙銳；祖父趙卿；父趙嘉行，七品散官，封御史。前母董氏，贈孺人；母劉氏，贈孺人。兄應魁（署丞）、弟應旂（署丞）。